# 코어 (영화)
《코어》(영어: The Core)는 2003년 개봉한 미국의 SF, 재난 영화다.

## 줄거리
지자기와 관련된 몇 가지 작고 이질적인 사건들로 인해 지구물리학자 조슈아 키스 박사와 과학자 세르주 레베크 박사, 콘래드 짐스키 박사는 외핵이 어찌된 일인지 회전을 멈췄다고 결론 내린다. 회전을 다시 시작하지 않으면 자기장은 몇 달 안에 붕괴되어 지표면이 치명적인 태양 복사에 노출될 것이다.
미국 연방 정부는 핵무기를 방출하여 회전을 다시 시작하기 위해 지구 핵까지 굴착할 선박을 만드는 비밀 프로젝트를 지원한다. 그들은 극한 압력을 견디고 강렬한 열을 전기로 변환할 수 있는 물질인 "언옵테늄"과 레이저 기반 고속 굴착 장치를 개발한 에드 "브라즈" 브라젤튼 박사의 연구를 활용한다.
미국 항공 우주국의 사령관 로버트 아이버슨과 소령 레베카 "벡" 차일즈는 여러 칸으로 나뉜 버질호를 조종하기 위해 징집되고, 컴퓨터 해커 시어도어 도널드 "랫" 핀치는 임박한 재앙과 핵을 재시작하려는 그들의 시도를 인터넷에 알려지지 않도록 하는 데 참여한다.
버질호는 마리아나 해구를 통해 발사되어 지각을 통과한다. 맨틀을 통과하던 중 팀은 거대한 빈 정족 구조물을 실수로 굴착하여 바닥에 착륙하면서 레이저에 손상을 입힌다. 선박 밖으로 나가 선박을 해방시키려던 중, 정족은 마그마로 가득 차고 아이버슨은 떨어지는 파편에 맞아 사망한다. 나머지 팀은 버질호가 하강을 계속하는 동안 제때 복귀한다.
더 아래로 내려가 버질호가 거대한 다이아몬드 지대를 통과하던 중, 그 중 하나가 핵폭탄의 폭파 타이머가 있는 마지막 칸을 파괴한다. 레베크는 다른 사람들이 폭약과 발사 코드를 확보할 수 있도록 자신을 희생하고 칸은 부서진다.
팀은 용암 핵에 도달하고 이전 생각보다 밀도가 훨씬 낮다는 것을 깨달아 회전 운동을 재시작하는 계산을 망쳐버린다. 지표면과 통신하던 중 작전 감독관 토머스 퍼셀 중장은 코어를 재시작하기 위한 보조 프로토콜을 사용하려 한다며 노력을 포기하고 즉시 귀환하라고 명령한다. 핀치는 버질 팀과 비밀리에 통신하여 이 보조 프로토콜이 일급비밀 프로젝트 DESTINI(Deep Earth Seismic Trigger INItiative)임을 알게 된다.
키스는 짐스키가 DESTINI의 수석 과학자였으며, DESTINI는 미국 지진 무기로, 처음 시험했을 때 실수로 핵의 회전을 멈췄다는 것을 발견한다. 핀치는 퍼셀이 DESTINI를 재활성화하는 것을 막기 위해 DESTINI에서 전력을 재분배한다. 키스는 그것이 핵을 재시작하는 대신 지구를 파괴할 수 있다고 우려한다. 한편, 로마의 뇌우와 골든게이트교를 파괴하는 자외선 폭발을 포함한 파괴적인 사건들은 핀치가 나쁜 소식이 대중에게 알려지지 않도록 최선을 다했음에도 불구하고 세계에 상황을 알린다.
버질호에서 남은 팀은 남은 각 칸에 폭탄을 배치하고, 이를 투하하며, 각 폭발의 힘이 다음 폭발을 밀어내는 파동 간섭을 통해 핵의 회전을 유도하기 위해 정확한 순서로 폭발 시간을 맞추기로 계획한다. 그러나 각 칸의 분리를 허용하는 오버라이드 메커니즘은 외부에 위치하며 브라젤튼은 이를 작동시키기 위해 자신을 희생하다 사망한다.
폭약을 설치하던 중 키스와 짐스키는 예상보다 더 많은 폭발력이 필요하다는 것을 깨닫고 시간을 조정하기 위해 서두르던 중 짐스키는 분리된 칸에 갇힌다. 키스는 버질호의 핵동력원을 사용하여 마지막 폭발에 필요한 추가 에너지를 제공한다. 이로 인해 주 칸은 동력을 잃고 키스와 차일즈는 갇히게 되지만, 다른 폭발들은 성공적으로 핵의 회전을 재시작한다.
키스는 언옵테늄 껍질이 열과 압력을 에너지로 변환할 수 있다는 것을 기억하고, 두 사람은 껍질을 시스템에 직접 연결하여 우주선을 가동시키고 핵에서 지각판을 통해 지표면으로 압력파를 타고 올라간다. 결국 하와이주 근처의 해저에 도달한다. 차가운 물로 인해 버질호는 더 이상 통신을 설정할 전력이 없다. 정부는 그들을 찾고, 핀치는 근처의 고래 소리를 추적하여 버질호 승무원들이 저전력 초음파를 사용하여 고래를 끌어들이고 있음을 깨닫는다. 키스와 차일즈는 곧 구조된다.
그 후 핀치는 버질호와 그 팀에 대한 정보와 DESTINI에 대한 기밀 정보를 인터넷에 공개하여 전 세계가 승무원들을 영웅으로 칭송하게 만든다.

## 배역
- 에런 엑하트 - 조시 케이스 박사
- 힐러리 스왱크 - 리베카 차일즈 소령
- 델로이 린도 - 닥터 에드워드 브레이즐턴
- 스탠리 투치 - 짐스키 박사
- DJ 퀄스 - 랫
- 리처드 젱킨스 - 토머스 퍼셀 장군
- 체키 카리오 - 세르게이 르베크 박사
- 브루스 그린우드 - 로버트 아이버슨
- 앨프리 우더드 - 탤마 스티클리
- 니콜 리록스 - 엄마
- 크리스토퍼 샤이어 - 데이브 페리
- 레이 갤러티 - 폴
- 에일린 페드 - 린느
- 레카 샤마 - 대니
- 톰 숄트 - 애커
- 글렌 모샤워 - FBI 요원1
- 앤서니 해리슨 - FBI 요원2
- 바트 앤더슨 - 아빠
- 저스틴 캘런 - 작은 소년
- 크리스 험프레이스 - GBTV 리포터 (트라팔가 광장)
- 다이온 존스톤 - 비행 엔지니어 티민스
- 프레드 이와누익 - 비행 엔지니어 인데버
- 흐로드가 매튜스 - 수석 엔지니어 미션 콘트롤
- 제니퍼 스펜스 - 짐스키의 비서
- 마이클 세인트 존 스미스 - 펜타곤 장군
- 존 쇼 - FBI 요원(쥐의 아파트)
- 니콜라스 바릭 - 보안 경찰관(재판소)
- 프레드 키팅 - 군법 회의 의장
- 맷 윈스톤 - 루크 배리
- 클레어 라일리 - 뉴스 앵커
- 마케 드리스첸 - 뉴스 앵커
- 로리 머독 - 프로젝트 데스티니 엔지니어
- 나다니엘 드보 - 미국 컨텔레이션 캡틴
- 로버트 매니토피스 - 미국 컨텔레이션 스크린 옵스
- 알레한드로 아벨런 - 소련 병사
- 파멜라 마틴 - 뉴스 앵커
- 알렉 메드록

## 한국판 성우진(MBC)
- 안지환 - 조슈아 키스(에런 엑하트)
- 엄현정 - 베크 차일즈(힐러리 스왱크)
- 송준석 - 콘래드 짐스키 박사(스탠리 투치)
- 김용준 - 브래즐턴 박사(델로이 린도) / 티민스(디온 존스톤) / FBI 요원(글렌 모샤워)
- 박일 - 이번슨(브루스 그린우드)
- 황윤걸 - 서지 레베크 박사(체키 카리오)
- 김영선 - 렛(DJ 퀄스)
- 이미자 - 탤마 스티클리(앨프리 우더드)
- 방성준 - 에커(톰 스콜트) / 남자 아이의 아빠(바트 엔더슨)
- 이원찬 - 기술자(흐로드가 매튜스)
- 유상우 - 남자 아이(저스틴 칼란)
- 이민하 - 데니(레카 샤르마) / 남자 아이의 엄마(니콜 르루)
- 김두희 - 군함 선원(라이언 폴랜드)
- 양준건 - 데스티니 프로젝트 관계자(로리 멀도크)
- 한경화 - 짐스키 박사의 비서(제니퍼 스펜스)
- 류승곤 - 데스티니 프로젝트 관계자(코스타 스파노스)